# Lucian Marinescu
Lucian Cristian Marinescu (Bucareste, 24 de junho de 1972), mais conhecido como Lucian Marinescu, é um ex-jogador de futebol romeno que atuava como meia-atacante.

## Biografia
Jogou em poucos clubes, mas em 4 países europeus incluindo o Rapid de Bucareste da sua cidade natal, o Salamanca de Espanha, o SC Farense, GD Chaves e Académica de Coimbra em Portugal e ainda uma passagem mais discreta pela Grécia.
Os pontos mais altos da sua carreira foram nas suas 2 últimas épocas no seu país de origem, onde marcou 13 golos em cada uma, e na sua passagem pelo SC Farense, onde marcou 11.
Foi internacional pela Seleção Romena e participou no Campeonato do Mundo da FIFA de 1998.
Desde a sua retirada dos relvados, tornou-se agente desportivo, ligado ao clube da sua cidade natal, Rapid de Bucareste.[carece de fontes?]
| Época   | Clube             | País     | Competição       | Jogos | Golos |
| ------- | ----------------- | -------- | ---------------- | ----- | ----- |
| 1993/94 | CSM Reşiţa        | Romênia  | Divizia B        | 4     | 0     |
| 1994/95 | CSM Reşiţa        | Romênia  | Divizia B        | 31    | 4     |
| 1995/96 | CSM Reşiţa        | Romênia  | Divizia B        | 32    | 9     |
| 1996/97 | CSM Reşiţa        | Romênia  | Divizia B        | 30    | 13    |
| 1997/98 | Rapid Bucureşti   | Romênia  | Divizia A        | 33    | 13    |
| 1998/99 | UD Salamanca      | Espanha  | Primera División | 10    | 0     |
| 1999/00 | SC Farense        | Portugal | Superliga        | 27    | 11    |
| 2000/01 | UD Salamanca      | Espanha  | Segunda División | 18    | 3     |
| 2001/02 | UD Salamanca      | Espanha  | Segunda División | 20    | 1     |
| 2002/03 | Académica Coimbra | Portugal | Superliga        | 27    | 6     |
| 2003/04 | Académica Coimbra | Portugal | Superliga        | 24    | 2     |
| 2004/05 | Desportivo Chaves | Portugal | Liga de Honra    | 30    | 4     |
| 2005/06 | Akratitos FC      | Grécia   | Alpha Ethniki    | 27    | 1     |